# Kirishima (croiseur de bataille)
Pour les articles homonymes, voir Kirishima (homonymie).
Le Kirishima (霧島, Kirishima) était un navire de classe Kongō de la Marine impériale japonaise pendant les Première et Seconde Guerres mondiales. Il fut construit entre 1912 et 1915 par Mitsubishi à Nagasaki avant d'entrer en service dans la marine nippone. Il est sabordé le 15 novembre 1942 après avoir été sévèrement touché et avoir chaviré lors de la bataille navale de Guadalcanal.

## Construction et refontes
Comme les autres navires de la classe Kongō, il porte le nom d'un mont japonais : le mont Kirishima.
Initialement, le Kirishima, comme ses sister-ships de sa classe avait été construit (sur plans britanniques) comme un croiseur de bataille, navire portant le même armement principal qu'un Dreadnought, mais avec un blindage plus faible (donc plus léger) autorisant une vitesse supérieure. Ses chaudières type Yarrow fonctionnaient au charbon.
Après la guerre de 1914-1918, les traités internationaux, comme le traité de Washington imposèrent de grosses restrictions à la construction de nouveaux cuirassés, les américains espérant ainsi interdire une course aux armements ruineuse pour leurs finances et limiter la puissance de la marine britannique, alors maîtresse des mers.
Dans cette situation, les Japonais entreprirent dans un premier temps de contourner le traité, avant de s'en affranchir complètement au milieu des années 30.
C'est ainsi que le Kirishima et ses sister-ships subirent durant l'entre deux guerres deux refontes qui les transformèrent « de la quille à la pomme des mats », bien au-delà de ce qui se fait couramment pour prolonger la vie opérationnelle d'un navire de guerre. Le navire fut allongé, ses turbines débarquées et remplacées par des neuves, beaucoup plus puissantes, les classiques chaudières Yarrow sur brevets anglais remplacées par des chaudières japonaises Kampon fonctionnant au mazout, avec modification des superstructures (mât pagode) et des cheminées. Le blindage fut largement augmenté (au standard d'un vrai cuirassé), des soufflages antitorpilles furent posés sous la flottaison. On installa quantité de canons antiaériens ainsi qu'une installation permettant de lancer et de récupérer des hydravions d'observation. Au sortir de ces refontes (qui rajoutèrent plus de 4000 tonnes de déplacement en violation du traité de Washington), le Kirishima pouvait être classé comme un cuirassé rapide et non plus un croiseur de bataille.
Toutefois, le Kirishima, comme les autres navires de la classe Kongo, souffrait de deux faiblesses majeures : le blindage restait insuffisant comparativement à celui des super - cuirassés américains type USS Missouri qui portaient aussi des canons de calibre supérieur et surtout il ne disposait pas de radar, le développement de cette technique nouvelle étant bien moins avancé au Japon (malgré les recherches du physicien japonais Hidetsugu Yagi) qu'aux Etats -Unis ou en Angleterre.

## Histoire du service

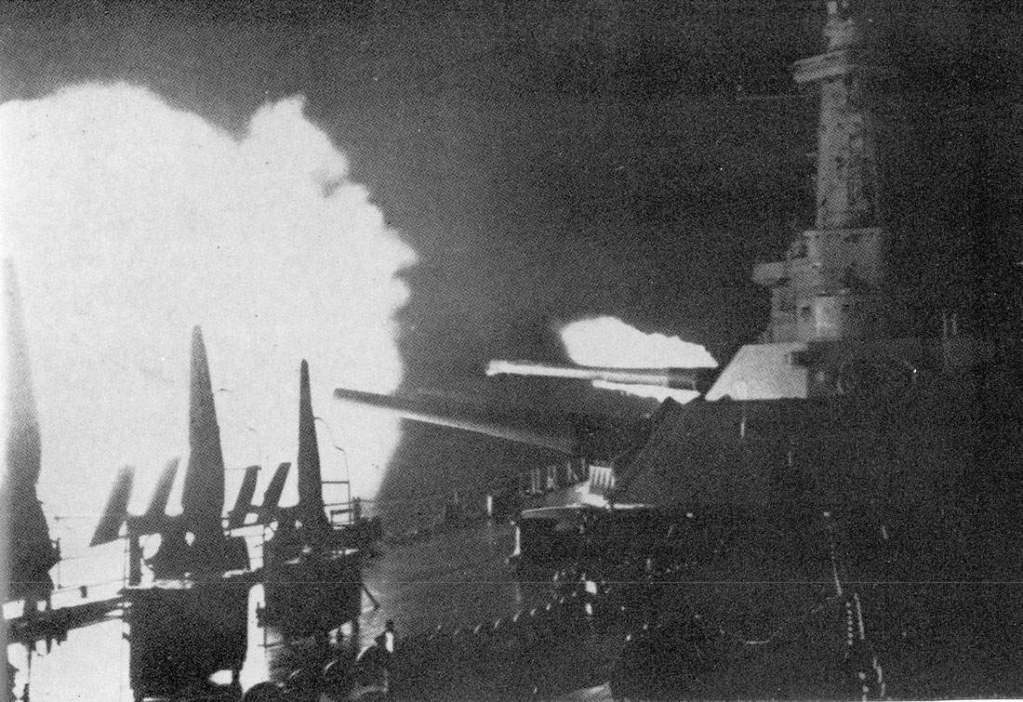
L'USS Washington (BB-56) qui toucha sévèrement le Kirishima pendant la bataille navale de Guadalcanal en 1942.

Durant la guerre sino-japonaise, il sert en tant que navire de soutien et de transport de troupes vers la Chine continentale. À la veille de la Seconde Guerre mondiale, il est affecté à la flotte d'escorte des six porte-avions qui ont attaqué Pearl Harbor le 7 décembre 1941 sous les ordres de l'amiral Chūichi Nagumo.
En avril 1942, il reçoit un nouveau commandant, Iwabuchi Sanji. Faisant partie de la 3e division de cuirassés, il fournit une escorte aux transporteurs de troupes de Nagumo lors de la bataille de Midway, avant d'être redéployé dans les îles Salomon au cours de la bataille navale de Guadalcanal. Dans la nuit du 14 au 15 novembre 1942, il est endommagé par le cuirassé américain USS South Dakota (BB-57) puis sévèrement touché par l'USS Washington (BB-56) qui tire 117 obus de 16 pouces (soit 13 salves ou plus). Il est sabordé dans la matinée du 15 novembre après avoir chaviré.

### Découverte de l'épave
En 2019, le navire océanographique de Paul Allen RV Petrel a inspecté l'épave du croiseur Kirishima.